# Masumi
masumi（マスミ、本名:田畠ますみ（たばたますみ）、2006年12月から摩栖実／masumi。1977年11月23日-）は、広島県出身の日本の歌手。
血液型はO型。

## 来歴
2006年、新曲「たゆたい」が『世界ウルルン滞在記』のエンディングテーマに選ばれる。名前を摩栖実／masumiに改名し活動中。

## 人物
趣味オリジナルの野菜ジュースを作ること。書道の5段を持っている。

## ディスコグラフィー

### シングル
- Cheap（2001年4月18日）
- 包んであげたい（2001年10月24日）
- HEAVEN（2002年3月21日）
- めぐり逢い（2003年4月23日）
- 花・鳥・風・月（2004年8月25日）
- 小夜啼鳥（2005年2月2日・NHKよるドラ「ルームシェアの女」、「百年の恋（再放送）」主題歌）
- たゆたい（2006年）「世界ウルルン滞在記」エンディングテーマ

### アルバム
- DUO（2005年5月25日）

## ラジオ
- masumiracle　session（2004年7月〜2005年6月、NACK5の鬼玉内）